# Spider-Man: No Way Home
Spider-Man: No Way Home è un film del 2021 diretto da Jon Watts.
Basato sul personaggio dell'Uomo Ragno di Marvel Comics, è il 27º film del Marvel Cinematic Universe (MCU) e sequel di Spider-Man: Far from Home (2019). 
Prodotto da Columbia Pictures e Marvel Studios e distribuito da Sony Pictures Releasing. Scritto da Chris McKenna ed Erik Sommers, il film ha come protagonista Tom Holland, affiancato da Zendaya, Benedict Cumberbatch, Jacob Batalon, Jon Favreau, Jamie Foxx, Willem Dafoe, Alfred Molina, Benedict Wong, Tony Revolori, Marisa Tomei, Andrew Garfield e Tobey Maguire. 
Nel film, Peter si ritrova a dover affrontare nemici provenienti da altri universi e a scoprire cosa significa davvero essere Spider-Man.

## Trama
Una settimana dopo gli attacchi di Quentin Beck in Europa, viene pubblicato un video in cui Beck incolpa Spider-Man della sua morte e rivela la sua identità segreta. Peter e MJ fuggono dai giornalisti e si dirigono verso l'appartamento di Peter, riunendosi con sua zia May e Happy. Con l'appartamento circondato dal Dipartimento del Controllo dei Danni, Peter, MJ, Ned e May vengono presi in custodia e interrogati, ma le accuse legali vengono ritirate grazie all'avvocato Matt Murdock. Peter, MJ e Ned tornano a scuola, ma tutte le loro domande di ammissione all'università vengono respinte a causa delle recenti controversie. Peter chiede allora al dr. Stephen Strange, nel Sanctum Sanctorum, di lanciare un incantesimo per far dimenticare a tutti che lui è Spider-Man. Nonostante l'avvertimento di Wong sulle possibili conseguenze, Strange lancia l'incantesimo. Tuttavia, Peter chiede costantemente delle modifiche, interrompendolo prima della riuscita. Irritato, Strange gli ordina di andarsene, dopo avere saputo che non ha provato a contattare l'MIT prima di richiedere l'incantesimo.
Peter cerca di convincere un'amministratrice dell'MIT ad accettare le domande di MJ e Ned, ma viene attaccato dal Dottor Octopus. I due hanno un combattimento fin quando Octopus strappa la nanotecnologia di Peter dalla sua tuta di Iron Spider e la lega ai suoi tentacoli meccanici. Dopo aver scoperto che quello non è il Peter Parker che conosce, il Dottor Octopus viene privato del controllo delle sue braccia robotiche da Peter, per poi essere catturato e messo in una cella nel Sanctorum, insieme al dottor Curt Connors, catturato da Strange. Quest'ultimo rivela che l'incantesimo ha portato con sé, da ogni parte del multiverso, coloro che sanno che Peter è Spider-Man. Con l'aiuto di MJ e Ned, Peter cattura Max Dillon e Flint Marko. Altrove, Norman Osborn viene recuperato dopo essere andato nell'ufficio di May in cerca di aiuto. Strange vuole rimandare i cattivi nei loro rispettivi universi, lasciandogli affrontare i loro destini, il che può anche significare morire combattendo Spider-Man. Tuttavia, Parker vuole curarli e aiutarli prima di rimandarli indietro per evitare le loro morti. Quindi li libera e, dopo un breve combattimento, confina Strange nella Dimensione Specchio, portando poi il quintetto a casa di Happy.
Peter cura con successo il Dottor Octopus, usando la tecnologia delle Stark Industries per sostituire il suo chip inibitore rotto. Quando vengono trovate le cure anche per Norman e Max, Green Goblin prende il controllo su Norman prima che gli possa essere somministrata la cura. Goblin convince Max a rimuovere il dispositivo che Parker ha messo su di lui per curarlo e, nonostante gli sforzi di Peter e del Dottor Octopus, gli altri quattro fuggono. In seguito, May viene ferita mortalmente da Green Goblin, nonostante il tentativo di Peter di salvarla. Nel frattempo, MJ e Ned imparano ad aprire dei portali usando l'anello di Strange, nel tentativo di trovare il loro amico. Invece, trovano delle versioni alternative di Peter che erano state invocate dagli universi dei cattivi dall'incantesimo di Strange, venendo soprannominate "Peter-Due" e "Peter-Tre". MJ e Ned trovano il Peter del loro universo, soprannominato "Peter-Uno", piangere per la morte di May e pronto a rispedire i cattivi nei loro universi a morire. I Peter alternativi condividono le loro storie riguardo al perdere i propri cari e lo incoraggiano a combattere in onore della zia May. I tre collaborano per curare i criminali rimasti e li attirano alla statua della Libertà. MJ e Ned proteggono l'incantesimo di Strange, mentre gli Spider-Man combattono insieme i loro nemici. In seguito vengono raggiunti dal Dottor Octopus, e riescono a sconfiggere e curare Dillon, Connors e Marko. Dillon si riconcilia con Peter-Tre, mentre Peter-Due si riunisce con il Dottor Octopus.
Strange viene liberato da Ned dalla Dimensione Specchio, e prende il controllo dell'incantesimo iniziando a proteggere l'universo mentre cominciano ad aprirsi delle barriere su altri universi. Nel frattempo, un Peter-Uno infuriato combatte brutalmente Goblin, volendolo uccidere per la morte di May, ma viene fermato da Peter-Due. Peter-Uno inietta la cura a Green Goblin, riportando Norman indietro, che si mostra pentito. 
Peter-Uno realizza che l'unico modo per proteggere il multiverso è cancellarsi dalla memoria di tutti e chiede a Strange di farlo promettendo a MJ e Ned che li troverà e ricorderà loro chi è. Strange lancia con riluttanza l'incantesimo e tutti ritornano nei rispettivi universi. Due settimane dopo, Peter cerca gli ignari MJ e Ned per spiegargli la verità, per poi decidere di non farlo per lasciarli liberi di vivere una vita lontana dai guai. Dopodiché, Peter visita la tomba di May, raggiunto da un ormai ignaro Happy, e promette di andare avanti. Peter si trasferisce in un nuovo appartamento e crea un nuovo costume per riprendere la sua missione di supereroe.
In una scena durante i titoli di coda Eddie Brock viene riportato sempre con l'incantesimo di Strange nel suo universo, che inconsapevolmente lascia dietro di sé un pezzo del simbionte Venom. Nella scena dopo i titoli di coda è presente un teaser trailer del film Doctor Strange nel Multiverso della Follia (2022).

## Personaggi
- Peter Parker / Spider-Man, interpretato da Tom Holland: un adolescente e Avenger che ha ricevuto abilità simili a quelle di un ragno dopo essere stato morso da un ragno radioattivo.[3] Il film esplora le ricadute della scena dei titoli di coda di Spider-Man: Far from Home (2019), in cui viene svelata l'identità di Parker come Spider-Man, e Parker è più pessimista rispetto al precedente film del Marvel Cinematic Universe. Holland ha detto che Parker si sente sconfitto e insicuro ed era entusiasta di esplorare il lato oscuro del personaggio.[4] L'adattamento al ruolo di Parker, incluso alzare la tonalità della voce e tornare alla mentalità di un "adolescente ingenuo e affascinante", è stato strano per Holland dopo aver interpretato ruoli più maturi come Cherry - Innocenza perduta (2021).[5]
- Michelle "MJ" Jones-Watson, interpretata da Zendaya: compagna di classe e fidanzata di Peter.[6][7] Il nome completo del personaggio viene rivelato nel film, essendo stata precedentemente conosciuta come Michelle Jones, avvicinandola alla controparte dei fumetti Mary Jane Watson.[8]
- Dr. Stephen Strange, interpretato da Benedict Cumberbatch: un ex-neurochirurgo divenuto Maestro delle Arti Mistiche in seguito a un incidente automobilistico che ha fatto terminare la sua carriera. Strange, piuttosto che assumere il ruolo di mentore per Parker, in modo simile a quanto fatto da Tony Stark / Iron Man in Spider-Man: Homecoming e Nick Fury in Spider-Man: Far from Home, lo vede più come un collega a causa delle loro precedenti esperienze, pur rimproverando Parker per i suoi gesti avventati, agendo come una sorta di "voce della ragione".[9]
- Ned Leeds, interpretato da Jacob Batalon: il migliore amico di Peter.[10]
- Happy Hogan, interpretato da Jon Favreau: il capo della sicurezza delle Stark Industries ed ex-guardia del corpo e autista di Tony Stark che si prende cura di Peter.[11]
- Max Dillon / Electro, interpretato da Jamie Foxx: un ingegnere elettrotecnico della Oscorp proveniente da una realtà alternativa che ha acquisito poteri elettrici dopo un incidente che ha coinvolto anguille elettriche geneticamente modificate. Foxx riprende il ruolo da The Amazing Spider-Man 2 - Il potere di Electro (2014).[10][11] Il personaggio è stato ridisegnato per No Way Home, rinunciando al suo design blu originale basato su Ultimate Marvel a favore di uno giallo più simile al suo aspetto tradizionale dei fumetti.[12]
- Norman Osborn / Green Goblin, interpretato da Willem Dafoe: uno scienziato e CEO della Oscorp proveniente da una realtà alternativa che ha testato su se stesso un potenziatore di forza instabile. Di conseguenza ha sviluppato una folle doppia personalità e utilizza armature e attrezzature Oscorp avanzate. Dafoe riprende il ruolo dalla trilogia di Sam Raimi.[13][14][15] Dafoe sentiva che Green Goblin era avanzato rispetto alla sua interpretazione in Spider-Man (2002) e aveva "qualche asso nella manica" in questo film.[16] Dafoe è stato ringiovanito digitalmente per il ruolo,[17] e il personaggio ottiene anche aggiornamenti al suo costume per renderlo più simile alla sua controparte dei fumetti.[16]
- Otto Octavius / Dottor Octopus, interpretato da Alfred Molina: uno scienziato di una realtà alternativa con quattro tentacoli meccanici artificialmente intelligenti fusi al suo corpo dopo un incidente. Molina riprende il ruolo da Spider-Man 2 (2004),[18][11] con questo film che continua la storia del personaggio prima della sua morte in quel film.[19] Molina fu sorpreso da questo approccio perché era invecchiato negli anni da quando aveva girato quel film e non aveva più la stessa fisicità; il ringiovanimento digitale è stato utilizzato anche per farlo sembrare fisicamente lo stesso di Spider-Man 2.[20] I tentacoli meccanici sono stati creati completamente tramite CGI, piuttosto che una miscela di burattini e CGI come in Spider-Man 2.[21][17]
- Wong, interpretato da Benedict Wong: un Maestro delle Arti Mistiche, amico e alleato di Strange.[11]
- Eugene "Flash" Thompson, interpretato da Tony Revolori: un compagno di classe di Peter.[10]
- May Parker, interpretata da Marisa Tomei: la zia di Peter.[10] Durante lo sviluppo della storia, gli sceneggiatori si sono resi conto che May avrebbe svolto un ruolo simile al ruolo di zio Ben in altre incarnazioni di Spider-Man. In quanto tale, la frase tematica e spesso citata in modo parafrasato "da un grande potere derivano grandi responsabilità" è detta da May, dal momento che è stata la "guida morale" per Parker nel MCU.[22]
- Peter Parker / Spider-Man, interpretato da Andrew Garfield: il Peter Parker di un universo alternativo che è ossessionato dal suo fallimento nel salvare la sua defunta fidanzata, Gwen Stacy.[23][22] Garfield riprende il ruolo dai film di Marc Webb.[24] Garfield ha abbracciato il suo ruolo di fratello di mezzo del gruppo ed era interessato ad esplorare l'idea di un Parker scosso dopo gli eventi di The Amazing Spider-Man 2, compreso il modo in cui le lezioni di quegli eventi potrebbero essere trasmesse al carattere di Holland.[22] Era grato per la possibilità di "ricucire alcune questioni in sospeso" per la sua incarnazione di Parker, e ha descritto il lavoro con Holland e Maguire come un'opportunità per avere "conversazioni più profonde... sulle nostre esperienze con il personaggio".[25]
- Peter Parker / Spider-Man, interpretato da Tobey Maguire: il Peter Parker di un universo alternativo che utilizza ragnatele organiche invece di spara-ragnatele come le sue controparti alternative.[26] Maguire riprende il ruolo dalla trilogia di film di Sam Raimi.[24] In seguito alla morte del suo migliore amico Harry Osborn ha ripreso la propria relazione con Mary Jane Watson. Maguire voleva che il film rivelasse solo dettagli minimi su ciò che è successo al suo personaggio dopo gli eventi di Spider-Man 3 (2007).[22]

Fanno parte del cast anche Thomas Haden Church nel ruolo di Flint Marko / Sandman, già interpretato in Spider-Man 3 (2007) e Rhys Ifans nel ruolo di Curt Connors / Lizard, già interpretato in The Amazing Spider-Man (2012): entrambi gli attori sono tornati a dare la voce ai loro personaggi, anche se le riprese alla fine del film, quando sono tornati alle loro forme umane, erano filmati d'archivio rispettivamente di Spider-Man 3 e The Amazing Spider-Man. Charlie Cox appare nel film, riprendendo il ruolo di Matt Murdock / Daredevil dalla serie televisiva Netflix Daredevil. Tom Hardy riprende il ruolo di Eddie Brock / Venom dai film del Sony's Spider-Man Universe nella scena durante i titoli di coda. Riprendono i loro ruoli dai precedenti film MCU di Spider-Man J. B. Smoove nel ruolo di Julius Dell, uno degli insegnanti di Peter, Martin Starr nel ruolo di Roger Harrington, l'allenatore della squadra di decathlon accademico, Angourie Rice nel ruolo di Betty Brant, compagna di scuola di Peter, e Hannibal Buress nel ruolo del coach Wilson, l'insegnante di ginnastica alla Midtown School of Science and Technology. J. K. Simmons torna a interpretare J. Jonah Jameson. Il fratello di Holland, Harry, sarebbe dovuto apparire in un cameo nei panni di uno spacciatore, ma la sua scena è stata tagliata dal film.

## Produzione

### Sviluppo
Durante la produzione di Spider-Man: Homecoming (2017) venne riportato che Marvel Studios e Sony Pictures avevano in programma la realizzazione di una trilogia di film su Peter Parker / Spider-Man, tutti ambientati durante gli anni di liceo del personaggio fino al diploma. Nel luglio 2019 il presidente dei Marvel Studios Kevin Feige affermò che il terzo film avrebbe raccontato "una storia su Peter Parker mai narrata sullo schermo" a causa del finale di Spider-Man: Far from Home (2019), in cui l'identità segreta di Parker viene rivelata al pubblico.
Intorno all'agosto 2019 Deadline Hollywood riportò che erano in sviluppo due ulteriori film di Spider-Man; il contratto di Holland includeva un solo film, mentre il regista Jon Watts aveva terminato i film previsti dal suo contratto e ne avrebbe dovuto firmare uno nuovo, ma la Sony si disse tuttavia fiduciosa nel ritorno di entrambi. Nello stesso periodo i Marvel Studios e la Walt Disney Company avevano avviato discussione per rinnovare l'accordo con Sony sull'uso del personaggio all'interno del Marvel Cinematic Universe. Secondo l'accordo iniziale, Marvel e Feige avrebbero prodotto i film di Spider-Man e ricevuto il 5% dei profitti. Sony avrebbe voluto rinnovare per includere più film, mantenendo però la stessa percentuale data alla Marvel. La Disney, preoccupata per l'intenso lavoro chiesto a Feige nella produzione dei film del MCU, chiese di alzare la percentuale al 25-50%. Le due major non arrivarono a un accordo e la Sony annunciò che i futuri film di Spider-Man sarebbero stati realizzati senza il coinvolgimento di Feige e dei Marvel Studios.
Al tempo dell'annuncio della Sony, Chris McKenna ed Erik Sommers erano al lavoro sulla sceneggiatura del terzo film, mentre Watts stava ricevendo offerte da altri studi cinematografiche per altri film, tra cui dagli stessi Marvel Studios. Nel settembre 2019 il presidente di Sony Pictures Tony Vinciquerra affermò che in quel momento non esistevano i presupposti per un ritorno di Spider-Man nel MCU e confermò che il personaggio sarebbe stato integrato all'interno dell'universo Marvel della Sony, denominato Sony's Spider-Man Universe. Tuttavia, in seguito alle numerose proteste dei fan del personaggio durante il D23 e all'intervento dello stesso Holland, che parlò personalmente con il CEO di Disney Bob Iger e con il presidente di Sony Pictures Motion Pictures Tom Rothman, le due major decisero di riprendere le trattative.
Alla fine di settembre Sony e Disney annunciarono un nuovo accordo, grazie al quale Marvel Studios e Feige avrebbero prodotto un terzo film di Spider-Man, la cui data di uscita venne fissata al 16 luglio 2021, ambientato all'interno del MCU. L'accordo prevedeva che la Disney avrebbe co-finanziato il 25% dei costi di produzione in cambio del 25% dei profitti, mantenendo inoltre i diritti di merchandise del personaggio. L'accordo permetteva inoltre a Holland di apparire in un ulteriore film dei Marvel Studios. Riguardo all'accordo, Feige affermò: "Sono entusiasta che il viaggio di Spidey all'interno del MCU continuerà, e io e tutti noi a Marvel Studios siamo molto eccitati all'idea di poter continuare a lavorare sul personaggio"; aggiunse inoltre che il personaggio avrebbe potuto "attraversare gli universi cinematografici", permettendo in tal modo a Holland di apparire anche nel Sony's Spider-Man Universe. Nello stesso periodo venne riportato che Watts era in trattative finali per dirigere il film.
Nell'ottobre 2019, Iger attribuì la riuscita del nuovo accordo agli sforzi di Holland e dei fan, affermando: "Ero dispiaciuto per Holland, ed era chiaro che i fan desideravano questo". Rothman aggiunse che l'accordo era una tripla vittoria per la Sony, per la Disney e per i fan. Nello stesso mese venne confermato il ritorno di Zendaya nel ruolo di MJ dai precedenti film. Alla fine dell'anno venne riportato che le riprese sarebbero iniziate a metà del 2020.

### Pre-produzione

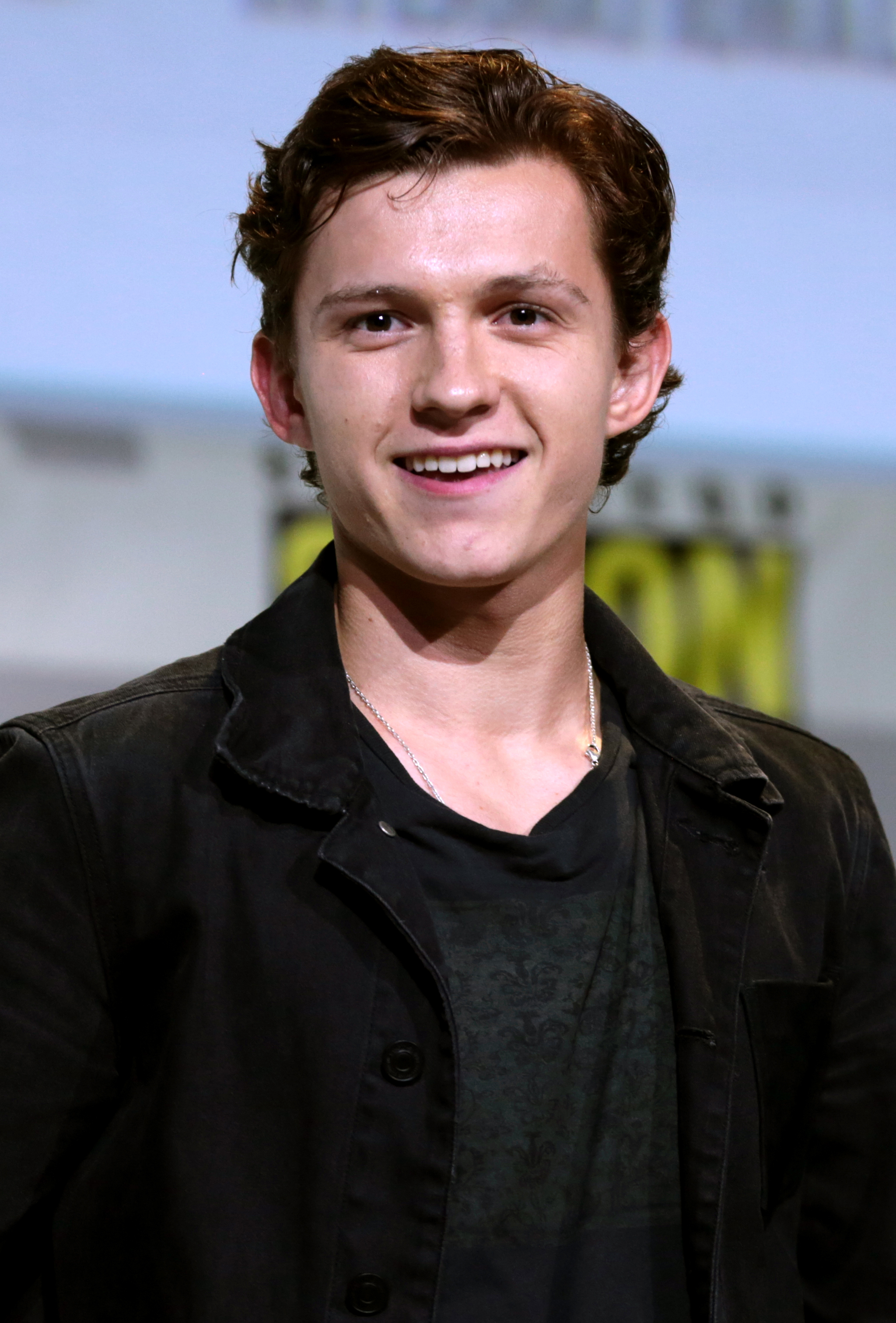
Tom Holland, interprete di Peter Parker / Spider-Man

Nell'aprile 2020 l'uscita del film venne spostata al 5 novembre 2021 a causa della pandemia di COVID-19. A giugno Marisa Tomei confermò che sarebbe tornata nel ruolo di May Parker. Il mese seguente Holland affermò che le riprese del film si sarebbero tenute tra la fine del 2020 e il febbraio 2021, e la data di uscita venne nuovamente spostata al 17 dicembre 2021. Nello stesso mese venne confermato il ritorno di Tony Revolori nei panni di Flash Thompson. A inizio ottobre venne riportato che Benedict Cumberbatch e Jacob Batalon avrebbero ripreso i ruolo del dr. Stephen Strange e Ned Leeds dai film del MCU, e Jamie Foxx entrò nel cast nel ruolo di Max Dillon / Electro, già interprete nel film della Sony The Amazing Spider-Man 2 - Il potere di Electro (2014).

### Riprese
Nell'ottobre 2020 si tennero alcune riprese di seconda unità a New York, con il titolo di lavorazione Serenity Now, per riprendere gli sfondi per gli effetti visivi e le inquadrature totali. La produzione si spostò poi ad Atlanta per le riprese principali con Holland, Batalon, Zendaya e il resto del cast. Holland arrivò sul set due giorni dopo aver terminato le riprese del film Uncharted (2022). Mauro Fiore è il direttore della fotografia, prende il posto di Seamus McGarvey (designato originalmente), dopo che quest'ultimo è risultato positivo al Covid-19. Le riprese si tennero ai Trilith Studios, seguendo rigidi protocolli anti-COVID. Venne riportato che per ridurre le interazioni tra il cast e i membri della troupe e per evitare interruzioni la produzione si era affidata a una "tecnologia innovativa" che scannerizza gli attori all'interno di un sistema virtuale che permette di applicare costumi e trucco agli attori durante la post-produzione. Venne inoltre usato un sistema di luci che segnalava quando gli attori potevano togliere le mascherine per le riprese e avvisava quando era necessario indossarle. Cumberbatch arrivò sul set alla fine di novembre, poco prima di iniziare a girare Doctor Strange nel Multiverso della Follia (2022).
Nel dicembre 2020 venne riportato che Alfred Molina avrebbe ripreso il ruolo di Otto Octavius / Dottor Octopus da Spider-Man 2 (2004), parte della trilogia dedicata al personaggio diretta da Sam Raimi. Nello stesso periodo Collider riportò che Andrew Garfield avrebbe ripreso il ruolo di Peter Parker / Spider-Man, già interpretato nei due film della serie The Amazing Spider-Man diretta da Marc Webb, e che Kirsten Dunst avrebbe reinterpretato Mary Jane Watson dalla trilogia di Raimi. Venne inoltre riportato che Tobey Maguire era in trattative per tornare nei ruolo di Peter Parker / Spider-Man dalla trilogia di Raimi e che era previsto anche il ritorno di Emma Stone nel ruolo di Gwen Stacy dalla dilogia di Webb. Tuttavia, Holland negò il coinvolgimento di Garfield e Maguire, mentre Feige affermò che il film avrebbe avuto collegamenti con Doctor Strange nel Multiverso della Follia, alimentando le voci già in circolazione secondo cui il film avrebbe introdotto il concetto di multiverso all'interno del MCU.
Nel gennaio 2021 venne riportato che Charlie Cox, interprete di Matt Murdock / Daredevil nella serie di Netflix dedicata al personaggio, sarebbe apparso nel film. Il mese seguente Holland definì il film come "il più ambizioso film su un supereroe mai realizzato", e negò nuovamente che Maguire e Garfield sarebbero apparsi nel film. A fine febbraio 2021 venne rivelato il titolo del film, Spider-Man: No Way Home; il titolo segue la tradizione di inserire la parola "home" all'interno del titolo. Nello stesso mese venne confermato che Hannibal Buress avrebbe ripreso il ruolo del coach Andre Wilson. Le riprese terminarono il 26 marzo 2021. Il budget del film è stato di 200 milioni di dollari.

### Post-produzione
Nell'aprile 2021 Molina confermò il suo ritorno nel film, affermando di non aver potuto dire nulla durante la produzione nonostante la sua presenza fosse stata ampiamente confermata da numerose testate giornalistiche; inoltre, J. B. Smoove annunciò che avrebbe ripreso il ruolo di Julius Dell da Spider-Man: Far from Home, e nel maggio seguente venne confermato il ritorno di Angourie Rice nel ruolo di Betty Brant. Sempre nel maggio 2021 il presidente di Sony Pictures Motion Picture Group Sanford Panitch parlò delle voci riguardanti l'introduzione del multiverso nel film e dei collegamenti con i film del Sony's Spider-Man Universe, tra cui Venom - La furia di Carnage (2021) e Morbius (2022); Panitch spiegò che No Way Home avrebbe fatto chiarezza su tali collegamenti, e Adam B. Vary di Variety commentò tali dichiarazioni affermando che l'introduzione del multiverso avrebbe permesso a Holland di apparire sia nei film del MCU sia in quelli del SSU.
Il primo trailer del film rivelò la presenza nel cast di Jon Favreau e Benedict Wong, che riprendono i ruoli di Happy Hogan e Wong dai precedenti film del MCU, e di Willem Dafoe, che riprende il ruolo di Norman Osborn / Green Goblin dalla trilogia di Raimi. Il secondo trailer ha rivelato invece il ritorno di Rhys Ifans nel ruolo di Curt Connors / Lizard da The Amazing Spider-Man (2012), e quello di Thomas Haden Church nel ruolo di Flint Marko / Sandman da Spider-Man 3 (2007).

## Colonna sonora
La colonna sonora del film è stata composta da Michael Giacchino, che aveva già composto le musiche dei due precedenti film del franchise.

## Promozione
Il primo teaser trailer è stato distribuito il 23 agosto 2021, in occasione della presentazione Sony al CinemaCon 2021. Il secondo trailer è stato distribuito il 17 novembre 2021.

## Distribuzione

### Data di uscita
Spider-Man: No Way Home è stato distribuito in Italia il 15 dicembre 2021 e negli Stati Uniti il 17 dicembre. Il film era inizialmente previsto per il 16 luglio 2021, ma è stato rimandato prima al 5 novembre 2021 e poi al 17 dicembre a causa della pandemia di COVID-19. È tornato al cinema il 1º settembre 2022 negli Stati Uniti e dal 18 al 22 settembre in Italia con una versione estesa. Questa versione, chiamata The More Fun Stuff Version, è uscita nelle sale italiane in concomitanza con Cinema In Festa, e ha aggiunto undici minuti alla normale versione cinematografica.

### Edizione italiana
La direzione del doppiaggio e i dialoghi italiani sono stati curati da Marco Guadagno, per conto della Dubbing Brothers Int. Italia.

### Edizioni home video
Il film è disponibile in formato digitale dal 22 marzo 2022 e in DVD, Blu-ray e 4K Ultra HD dal 12 aprile.

## Accoglienza

### Incassi
A fronte di un budget di produzione di 200 milioni di dollari, il film ha incassato 814866759 $ in Nord America e 1106533944 $ nel resto del mondo, per un totale di 1921426073 $.
Globalmente il film ha esordito con 600,9 milioni di dollari nei primi cinque giorni, il terzo miglior risultato di sempre, dietro ad Avengers: Infinity War ($640,5 milioni) e Avengers: Endgame ($1,2 miliardi).
Il 26 dicembre 2021, in soli 12 giorni, ha raggiunto un incasso globale di 1 miliardo di dollari; è il secondo film di Spider-Man e il primo e unico tra il 2020 e il 2021 a raggiungere tale traguardo. Il 29 dicembre 2021 ha raggiunto un incasso di $1,161 miliardi, diventando il film Sony con i maggiori incassi di sempre, superando Spider-Man: Far from Home ($1,132 miliardi), mentre il 23 gennaio 2022 ha raggiunto un incasso di $1,691 miliardi, diventando l'ottavo maggior incasso nella storia del cinema, superando Jurassic World ($1,670 miliardi); inoltre è il maggior incasso mondiale del 2021, il maggior incasso nel Nord America del 2021, il terzo maggior incasso di sempre in Nord America e il terzo film di supereroi con i maggiori incassi di sempre.

#### Nord America
Il film ha incassato $50 milioni nelle anteprime del giovedì, il terzo debutto più alto dopo Star Wars - Il risveglio della Forza ($57 milioni) e Avengers: Endgame ($60 milioni) e il più grande per Sony. Nel primo giorno di programmazione ha incassato $122 milioni in 4,336 schermi, il secondo miglior esordio di sempre, dietro solo ad Avengers: Endgame ($157,5 milioni). Nel week-end d'esordio ha incassato $260,1 milioni, il secondo miglior debutto di sempre, dietro ad Avengers: Endgame ($357,1 milioni). Nella prima settimana di programmazione ha ottenuto un incasso di $356,5 milioni, la terza miglior settimana d'esordio di sempre. Nel secondo week-end ha incassato $84,5 milioni, nel terzo ha incassato $56 milioni, nel quarto ha incassato $32,6 milioni e nel quinto ha incassato $20,1 milioni. Il 17 gennaio 2022 ha raggiunto il traguardo dei $700 milioni d'incasso, primo film della Sony e quinto in totale ad arrivare a questa soglia, diventando anche il quarto maggior incasso di sempre in Nord America, superando Black Panther ($700,4 milioni). Il 15 febbraio 2022 è diventato il terzo maggior incasso di sempre in Nord America, superando Avatar ($760,5 milioni). Il 27 marzo 2022 ha raggiunto anche gli $800 milioni d'incasso, terzo film a superare questa soglia.

#### Internazionale
Nel resto del mondo, il film ha incassato $43,6 milioni nel giorno di apertura. In Italia, nel primo giorno, ha incassato 2915722 €, risultando il miglior debutto durante la pandemia di COVID-19. In Corea del Sud, nel giorno di apertura, ha incassato $5,28 milioni, battendo così Spider-Man: Far from Home. Il film ha battuto il record di apertura di No Time to Die nel Regno Unito e ha incassato £7,6 milioni. Nei primi cinque giorni ha incassato complessivamente $340,8 milioni, con il Regno Unito che è stato il mercato più redditizio con un incasso di $42,3 milioni, seguito dal Messico con $33,3 milioni e dalla Corea Del Sud con $23,6 milioni, mentre in Italia ha esordito con 11226278 € in cinque giorni. A inizio 2022, il film ha superato i 20 milioni di euro al box office italiano, per poi incassare in totale 24938570 €, risultando essere il 31º maggior incasso di sempre. Il 30 gennaio 2022 ha superato il miliardo di dollari di incasso internazionale, diventando il primo film della Sony e il decimo di sempre a superare tale traguardo.

### Critica
Il film è stato accolto positivamente dalla critica. Sull'aggregatore di recensioni Rotten Tomatoes ha una percentuale di gradimento del 93%, con un voto medio di 7,9 su 10 basato su 430 recensioni; il consenso critico del sito recita: "Un sequel di Spider-Man più grande e audace, No Way Home espande la portata e la posta in gioco del franchise senza perdere di vista il suo umorismo e il suo cuore". Su Metacritic ha un punteggio di 71 su 100 basato su 60 recensioni.
Amelia Emberwing di IGN ha assegnato al film 8 su 10, affermando che il suo "impatto sull'universo nel suo insieme, così come i battiti emotivi complessivi, si sentono tutti guadagnati" elogiando le interpretazioni di Dafoe, Molina e Foxx. Pete Hammond di Deadline Hollywood ha elogiato la regia di Watts e ha scritto: "Holland, Zendaya e Batalon sono un trio inestimabile, e i vari cattivi e 'altri' che entrano ed escono rendono questo film puro divertimento di prim'ordine. I fan saranno in paradiso". Peter Debruge di Variety ha elogiato le interpretazioni di Garfield e Maguire e ha ritenuto che il film "fornisce una risoluzione sufficiente per gli ultimi due decenni di avventure di Spider-Man che il pubblico che si è sintonizzato lungo la strada sarà ricompensato per averci provato". Scrivendo per Den of Geek, Don Kaye ha assegnato al film 4 stelle su 5, per le sue sequenze d'azione, le interpretazioni e la chimica del cast, affermando che "No Way Home canalizza l'intero spettro dei film di Spider-Man mentre imposta il personaggio su un percorso tutto suo finalmente". Jennifer Bisset di CNET ha elogiato le sequenze d'azione, le performance e la storia, scrivendo: "Si può quasi sentire un'influenza dei fratelli Russo che inaugura il terzo film di Spider-Man di Holland in un territorio nuovo e più pesante. Se il personaggio deve diventare il prossimo Tony Stark, questo è il modo per incidere qualche altra cicatrice sulla facciata di un eroe più interessante. Se sei venuto per il film più grande dell'anno, te ne andrai sicuramente soddisfatto".
Kevin Maher di The Times ha assegnato al film 4 stelle su 5, dicendo che era "tanto soddisfacente da guardare quanto pericoloso da discutere". Benjamin Lee di The Guardian ha assegnato al film 3 stelle su 5, elogiando Watts per "aver riportato in vita numerosi cattivi dai precedenti universi di Spider-Man, offrendo un'avventura propulsiva e coreografata che soddisferà un'ampia base di fan questo Natale", ma sentendo che la sceneggiatura "manca dell'effervescenza prevista, quel senso di divertimento arruffato che lotta per sfondare una trama più robotica". Kate Erbland di IndieWire ha dato al film una "B–", sentendo che il lavoro di Watts era "soddisfacente, emotivo e occasionalmente instabile". Ha scoperto che la sceneggiatura ha trascorso "troppo tempo a soffermarsi sulle macchinazioni di persone e piani che già conosciamo, gettando qualche imbarazzante deviazione e semplicemente ritardando l'inevitabile". John De Fore di The Hollywood Reporter ha ritenuto che l'inclusione del "caos multiversale" affrontasse la "versione Iron Man del personaggio" che rendeva i film incentrati su Holland "meno divertenti".
Brian Lowry della CNN ha elogiato l'umorismo e ha scritto: "Quello che è già evidente, però, è che questo film è stato concepito per essere assaporato e apprezzato. E in quello che è diventato un fenomeno sempre più sfuggente, ciò includerà urla e urla di fan che apprezzano cinema, dove "Spider-Man" svelerà prima i suoi segreti e poi, molto probabilmente, metterà in mostra le sue gambe". Richard Roeper del Chicago Sun-Times ha assegnato al film 3 su 4 e ha elogiato le performance di Holland e Zendaya, scrivendo: "Non c'è niente di nuovo o di particolarmente memorabile nella CGI utile e negli effetti pratici, ma rimaniamo investiti nel risultato in gran parte perché Holland rimane il migliore dei Spider-Men cinematografici, mentre Zendaya presta cuore, intelligenza e calore a ogni momento in cui è sullo schermo. Continuiamo a fare il tifo per questi due per farcela, anche se il multiverso non è sempre dalla loro parte". Al contrario, Bilge Ebiri di Vulture ha definito il film "aggressivamente mediocre", ma ha elogiato Dafoe - che ha detto "ancora una volta si diverte modestamente con il sé diviso del suo personaggio" - e Garfield, definendolo una "vera delizia" e nominando la sua prestazione la migliore del film.

## Riconoscimenti
- 2022 – Premio Oscar[146]
  - Candidatura ai migliori effetti speciali a Kelly Port, Chris Waegner, Scott Edelstein e Dan Sudick
- 2022 – Costume Designers Guild Awards[147]
  - Candidatura all'Excellence in Sci-Fi/Fantasy Film a Sanja Milkovic Hays
- 2022 – Kids' Choice Awards[148]
  - Film preferito
  - Attore cinematografico preferito a Tom Holland
  - Attrice cinematografica preferita a Zendaya
- 2022 – Saturn Award[149]
  - Migliore trasposizione da fumetto a film
  - Candidatura al miglior attore a Tom Holland
  - Candidatura alla miglior attrice a Zendaya
  - Candidatura al miglior attore non protagonista ad Alfred Molina
  - Candidatura alla miglior attrice non protagonista a Marisa Tomei
  - Candidatura alla miglior regia a Jon Watts
  - Candidatura alla migliore sceneggiatura a Chris McKenna ed Erik Sommers
  - Candidatura al miglior montaggio a Jeffrey Ford e Leigh Folsom Boyd
  - Candidatura ai migliori effetti speciali a Kelly Port, Chris Waegner, Scott Edelstein e Dan Sudick
- 2022 - MTV Movie & TV Awards
  - Miglior film
  - Miglior performance a Tom Holland
  - Candidatura al miglior team a Tom Holland, Tobey Maguire e Andrew Garfield
  - Candidatura al miglior eroe a Tom Holland
  - Candidatura al miglior cattivo a Willem Dafoe
  - Candidatura al miglior bacio a Tom Holland e Zendaya
  - Candidatura al miglior combattimento (la battaglia finale)

## Sequel
Nell'agosto 2019 è stato riportato che era programmato un quarto film di Spider-Man. Nel febbraio 2021 Holland affermò che No Way Home era l'ultimo film previsto dal suo contratto con la Marvel, ma disse di essere disponibile a tornare nel ruolo. Nel novembre 2021 Amy Pascal ha rivelato che il quarto film di Spider-Man era già in lavorazione, confermando nel maggio 2023 che era ancora in fase di sviluppo. L'uscita del film, con la regia di Destin Daniel Cretton e intitolato Spider-Man: Brand New Day, è prevista per il 31 luglio 2026. Nel giugno 2025 è stato rivelato che Jon Bernthal avrebbe ripreso il suo ruolo di Frank Castle / The Punisher nel film.